# Panamax
Los barcos de la clase Panamax son aquellos diseñados para ajustarse a las dimensiones máximas permitidas para el tránsito por las antiguas esclusas del canal de Panamá. El tamaño máximo está determinado por la dimensión de las cámaras de las esclusas y su calado. Los buques aptos para el tránsito por las nuevas esclusas son denominados Neopanamax.

## Dimensiones de la clase

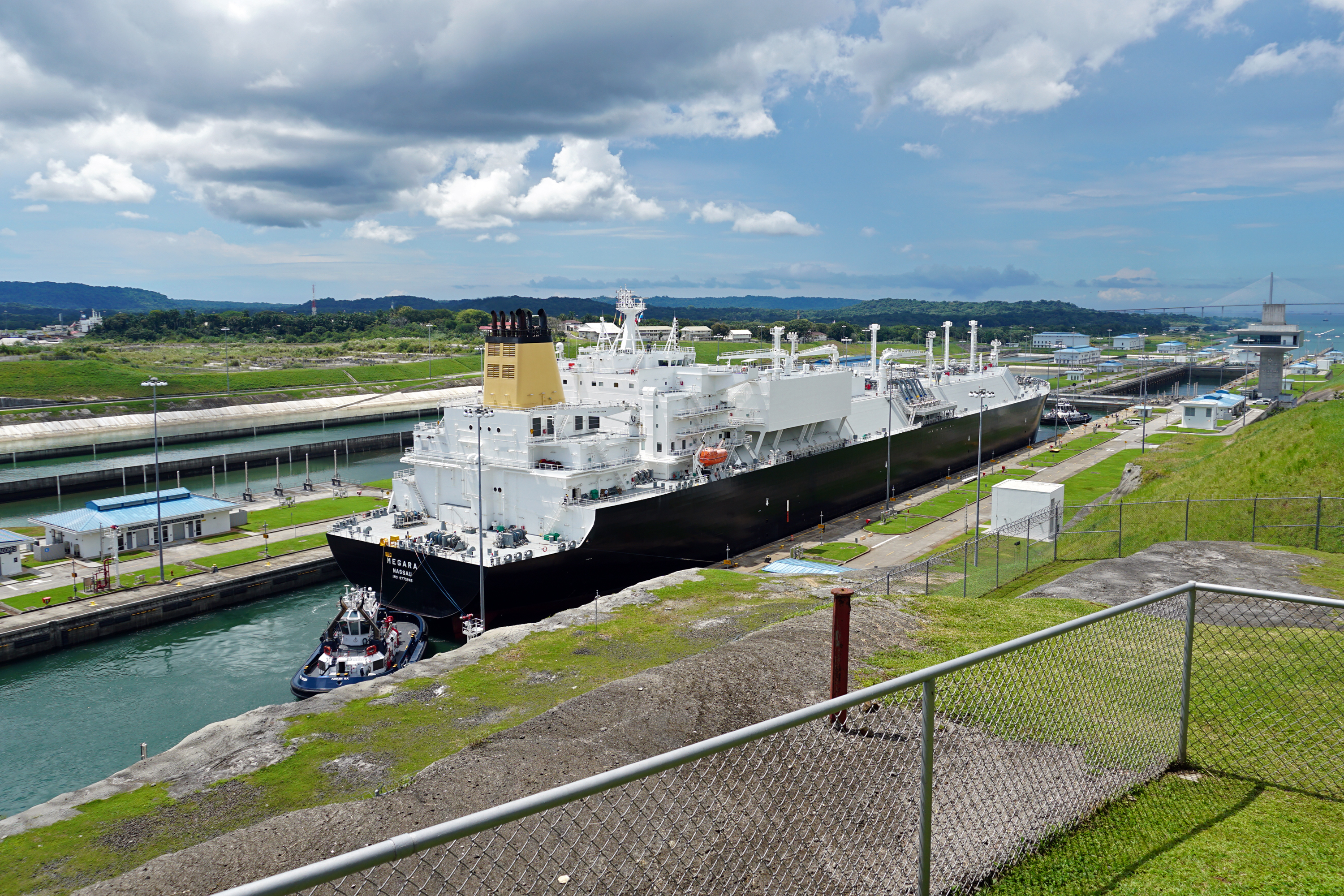
Barco tipo Neopanamax atravesando las esclusas de Agua Clara.

El tamaño de la clase Panamax está determinado por las dimensiones de las cámaras de las esclusas del canal, esto es: 33,53 m de anchura por 320 m de longitud. La profundidad de las esclusas es de 25,9 m . El tamaño máximo de utilización de estas esclusas es de 304,8 m de longitud. La profundidad varía dependiendo de la esclusa, encontrándose la mínima en la parte sur de las esclusas de Pedro Miguel, 12,55 m, con el nivel del Lago Miraflores en 16,61 m. La altura del Puente de las Américas en Balboa determina la altura del barco.
Dimensiones máximas de un buque Panamax:
- Eslora ("Largo"): 294,1 m
- Manga ("Ancho"): 32,3 m
- Calado ("Profundidad"): 12 m, medido en agua dulce tropical (la salinidad y temperatura del agua afectan su densidad y por tanto el calado de los barcos)
- Calado aéreo ("Altura"): 57,91 m, medido desde la línea de flotación hasta el punto más alto del buque.

El tonelaje típico de un barco Panamax de carga ronda las 65.000 t, si bien esta cifra varía.

### Excepciones a las dimensiones máximas
- Se permite el paso de barcos de hasta 62,5 m de altura, previa autorización, siempre que se coordine el paso con la marea baja en el Puente de las Américas.
- Excepcionalmente, se permite el paso de barcos de hasta 32,61 de manga, con las consecuentes restricciones adicionales del calado.
- Aquellos barcos que presenten estructuras que excedan la eslora y/o la manga máxima por encima del nivel de los muros de las esclusas pueden pasar por el canal, previa inspección y autorización.
- En épocas excepcionalmente secas, cuando baja el nivel del lago Gatún, el calado máximo autorizado se reduce.

### Los mayores barcos de la historia

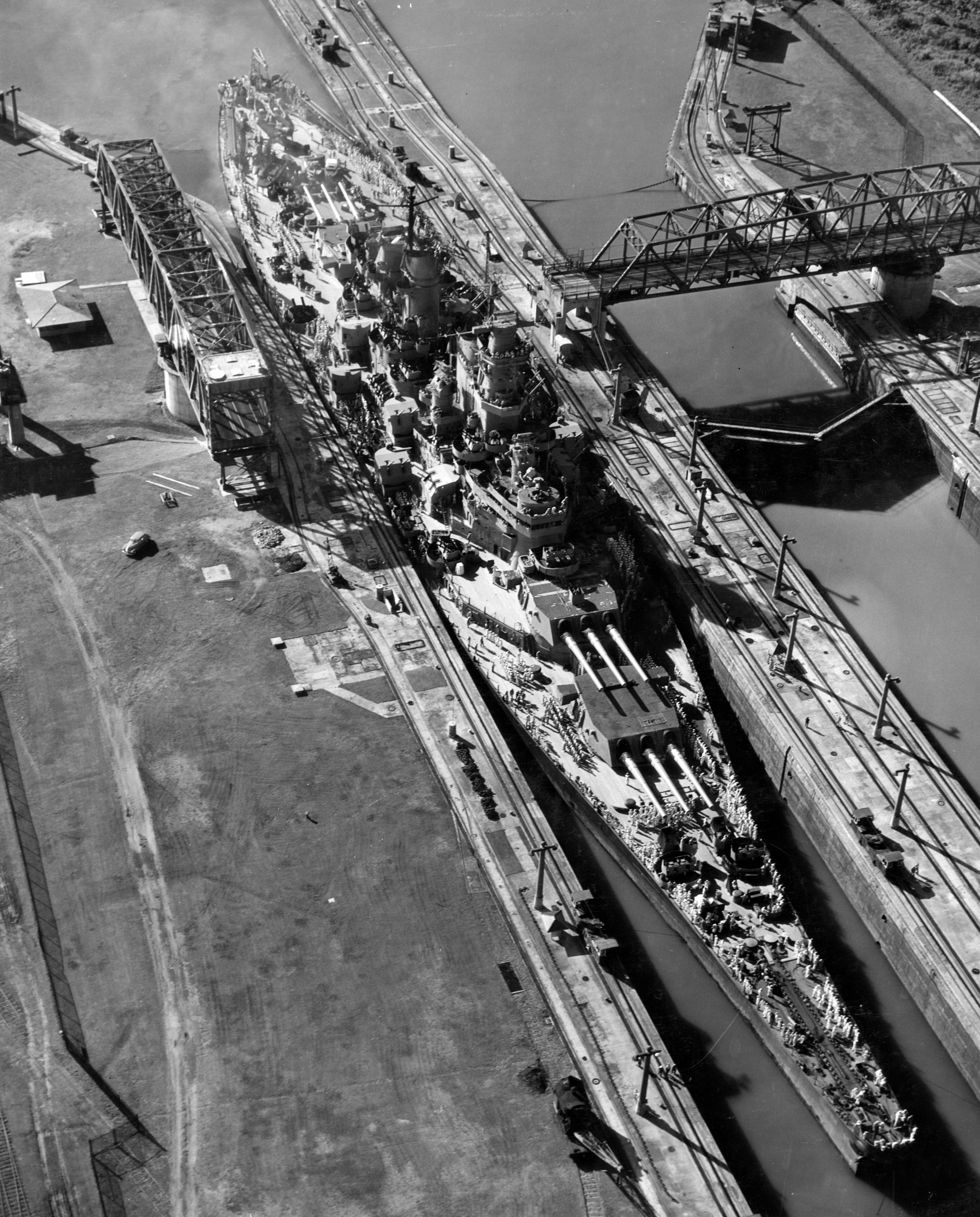
El USS Missouri, acorazado de la clase Iowa, atraviesa las esclusas de Miraflores en octubre de 1945. Puede observarse lo ajustado de la maniobra dadas las grandes dimensiones del buque de guerra.

- El barco de mayor eslora que ha cruzado el canal hasta hoy es el San Juan Prospector, llamado actualmente Marcona Prospector, carguero de 296,57 m de eslora y 32,3 m de manga.
- Los barcos de mayor manga que hayan pasado por el canal son dos acorazados de la marina de guerra de Estados Unidos: el Washington y el North Carolina, con mangas de 33,025 m .

## Impacto en navegación

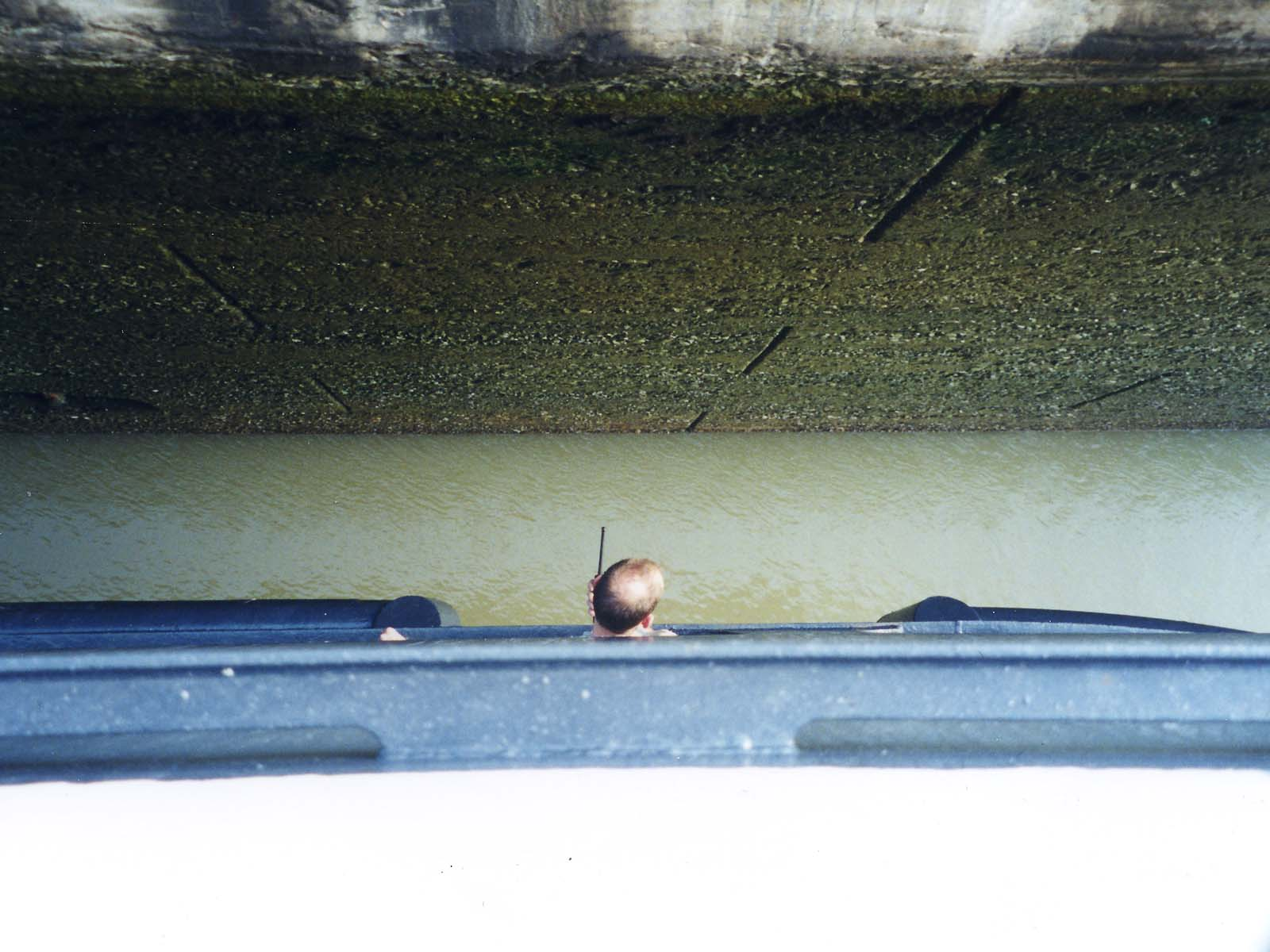
Un oficial del crucero Ryndam controla con cuidado el espacio entre el barco y el muro de la esclusa (foto tomada desde arriba. En la parte inferior se observa el lateral del casco del barco y la cabeza del oficial. En la parte superior se ve la pared de la esclusa).

El tamaño Panamax sigue siendo un factor determinante en la construcción de muchos buques. Hay una tendencia creciente a la construcción de barcos que se ajusten con exactitud a las medidas límite Panamax, de manera que sea posible transportar la mayor cantidad posible de carga por cada barco que cruce el canal.
La creciente prevalencia de barcos del tamaño máximo se estaba convirtiendo en un problema para el canal antiguo. El paso de un barco Panamax suponía una delicada operación en la que se debía manejar el buque con mucho cuidado, alargando los tiempos de estancia de estos barcos en las esclusas, y obligando a que el paso se realizase con luz solar. Además, dos barcos Panamax no se pueden cruzar con seguridad por el Corte Culebra, obligando a establecer un sistema de preferencias de paso en el corte. Con los trabajos de ampliación y ensanche del Corte Culebra, estos problemas son de menor escala.
Muchos barcos modernos (los conocidos como "Neopanamax"), exceden por mucho las medidas Panamax, y por tanto no pueden transitar por el canal antiguo. Este es el caso de los superpetroleros y de los grandes buques de contenedores modernos. No obstante, los cargueros de granel (grano, mineral etc.) siguen moviéndose principalmente en barcos Panamax.
Algunos barcos de guerra exceden claramente el tamaño Panamax (por ejemplo, la clase de portaaviones Nimitz, de la marina de Estados Unidos tiene 333 m de eslora y 41 de manga, con una cubierta superior (la destinada al despegue de aviones) de 76,8 m de anchura.

## Expansión

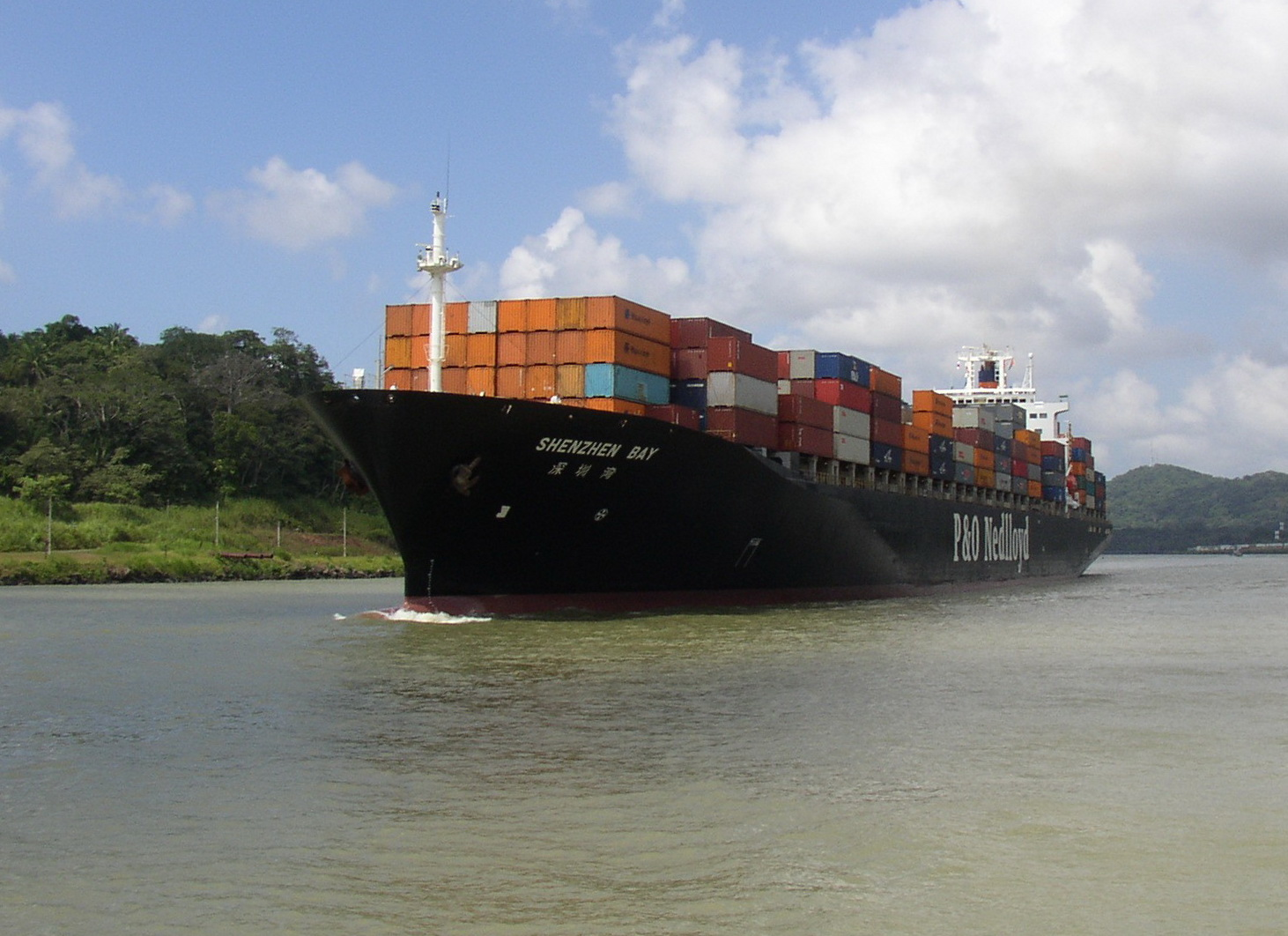
Buque portacontenedores tipo Panamax atravesando el canal de Panamá. Se puede observar que algunos de los contenedores han sido descargados, y están siendo transportados por tren a través del istmo, para reducir el calado del buque a niveles aceptables.

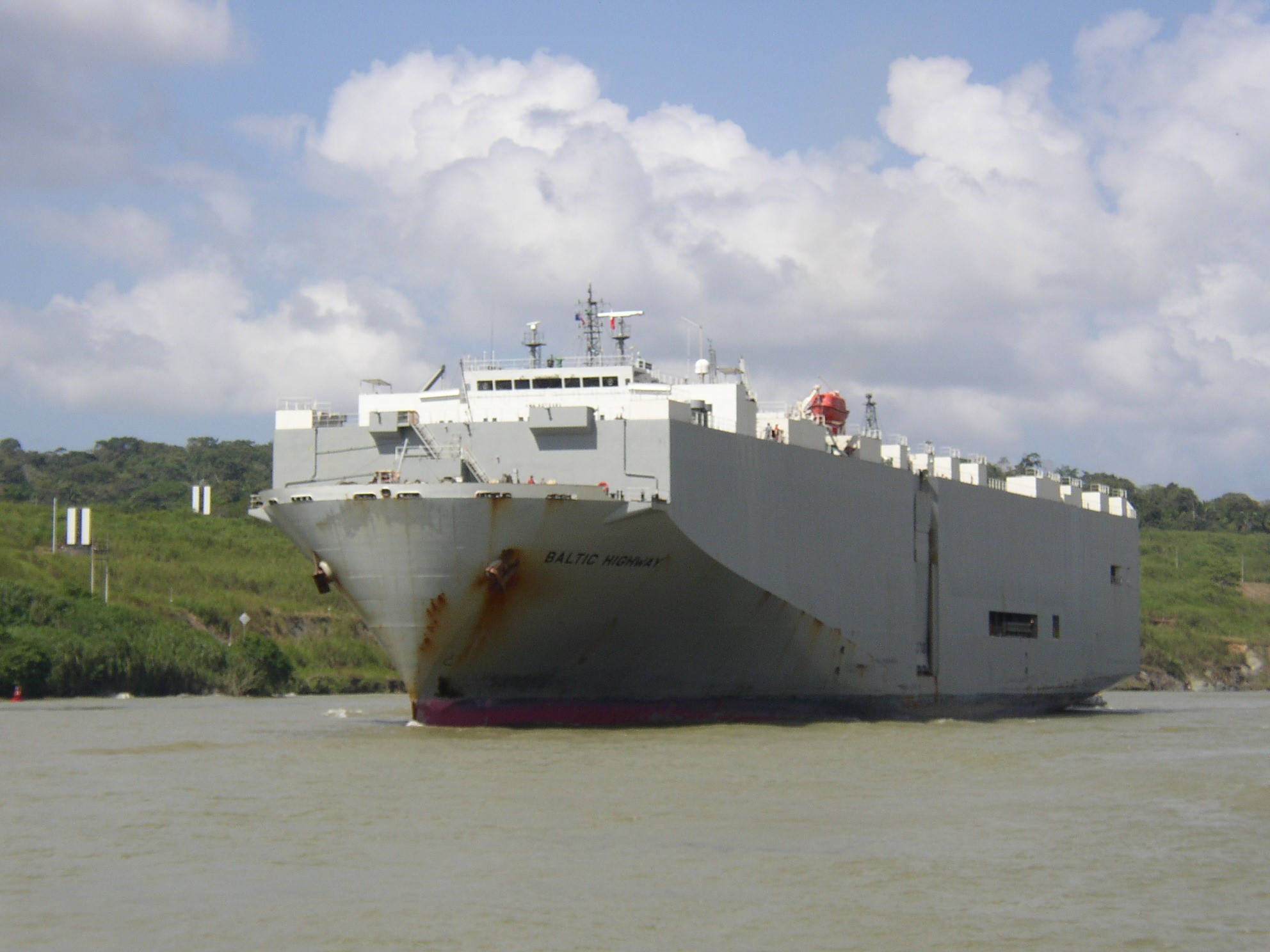
Barco portaautomóviles tipo Panamax cruzando el canal de Panamá. Se puede observar el peculiar diseño del casco destinado a permitir el paso.

En los años 30 ya se hablaba de la necesidad de ampliar el canal para solucionar la congestión del tráfico y permitir el paso de barcos más grandes. Las obras de Ampliación del Canal de Panamá dieron inicio el lunes 3 de septiembre de 2007, con la detonación del cerro Cartagena ubicado a las riberas del canal. Se pretendía inaugurar las nuevas esclusas el 15 de agosto de 2014, fecha en que se conmemorará el primer centenario del Canal de Panamá, sin embargo por problemas entre mano de obra - empresa, la ampliación del canal de Panamá fue inaugurada el 26 de junio de 2016.
El coste aproximado de esta operación según la Autoridad de Canal de Panamá (ACP) fue de 5.250 millones de dólares.

### Comparación de medidas
|          | Esclusas          | Panamax          | Terceras esclusas | Neo Panamax       |
| -------- | ----------------- | ---------------- | ----------------- | ----------------- |
| Longitud | 1050 pies (320 m) | 965 pies (294 m) | 427 m (1401 pies) | 366 m (1201 pies) |
| Manga    | 110 pies (34 m)   | 106 pies (32 m)  | 55 m (180 pies)   | 49 m (161 pies)   |
| Calado   | 41,2 pies (13 m)  | 39,5 pies (12 m) | 18,3 m (60 pies)  | 15,2 m (50 pies)  |
| TEU      |                   | 5.000            |                   | 12.000            |
| 1. 2.    |                   |                  |                   |                   |

### Neopanamax

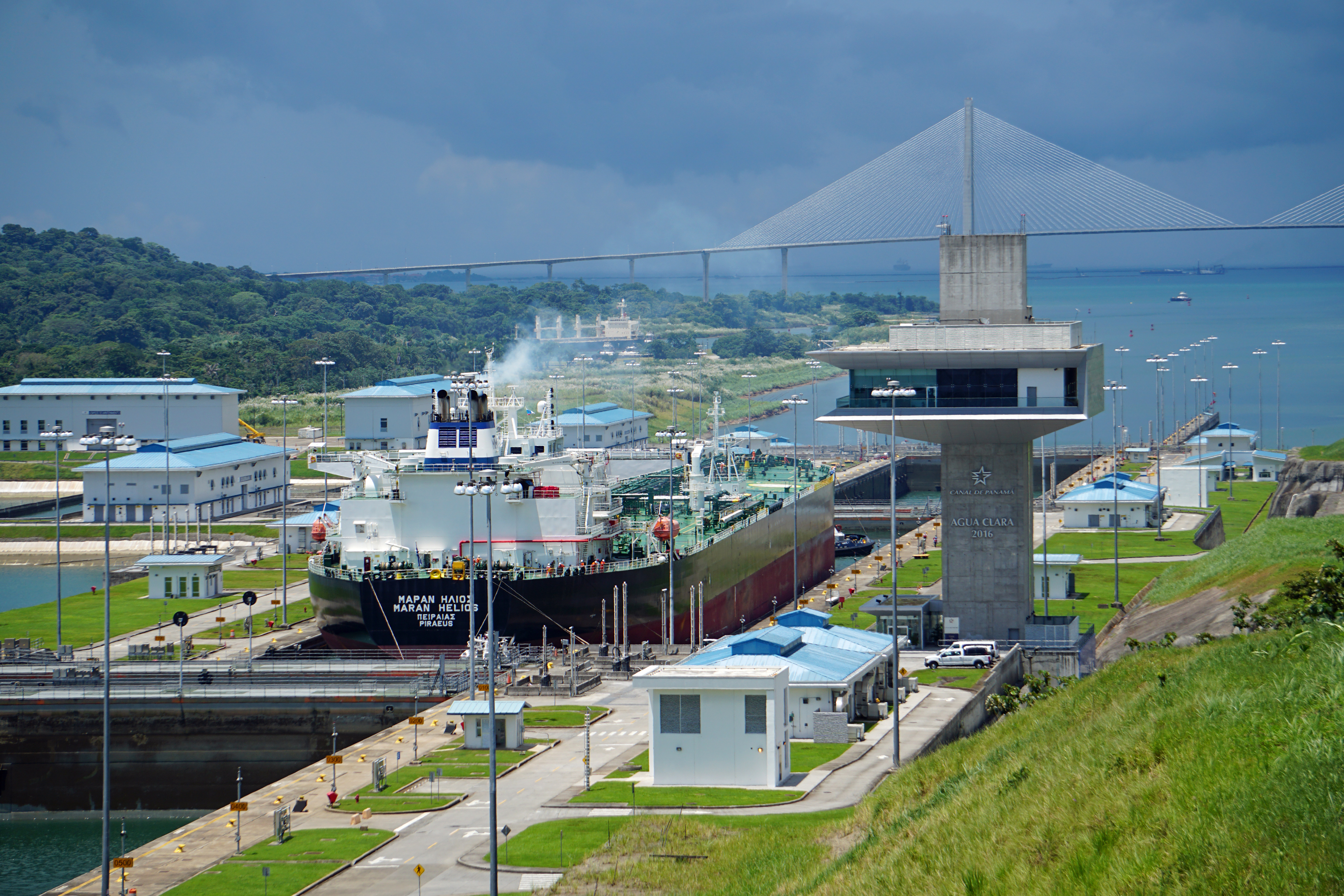
Barco de medidas Neopanamax atravesando las nuevas esclusas de Agua Clara en el lado Atlántico en el año 2019.

La construcción de otro juego de esclusas más grandes llevó a la creación de la clasificación de buques denominados Neopanamax o Nuevo Panamax, basada en las dimensiones de las nuevas esclusas de 427 m (1.401 pies) de eslora, 55 m (180 pies) de manga y 18,3 m (60,0 pies) de calado, Los arquitectos navales e ingenieros civiles comenzaron a tener en cuenta estas dimensiones para los buques portacontenedores. Con las nuevas esclusas, el Canal de Panamá es capaz de manejar buques con una eslora total de 366 m (1201 pies), 49 metros de manga (aumentada por la Autoridad del Canal de Panamá a partir del 1 de junio de 2018 a 51,25 metros, para acomodar buques con 20 filas de contenedores) y 15,2 metros de calado y capacidad de carga de hasta 14.000 unidades equivalentes a veinte pies (contenedores TEU). Anteriormente, solo podía manejar buques de hasta aproximadamente 5.000 TEU. El estándar Neopanamax acomoda buques de hasta 120,000 DWT.
Neopanamax es el término utilizado para denominar a buques de mayor tamaño que los Panamax, que ya pueden transitar por las nuevas esclusas del canal ampliado. Actualmente el canal de Suez ofrece para el tránsito de buques 15 m como profundidad máxima, mientras que el canal de Panamá ofrecía 12,5 m con las antiguas esclusas.  Si en algo resultan evidentes las economías de escala es en el transporte por agua: aunque lento, este modo de transporte es el más económico de todos; de ahí la necesidad de reducir los costos de transporte para lo cual se ha recurrido a naves de tamaños cada vez mayores, máxime si se tiene en cuenta que los puertos movilizan un 90% del comercio exterior. Al tiempo, los terminales son los primeros proveedores de servicio para el comercio, y de ahí que las inversiones en Puertos, sean claves para la competitividad.
La cuenca del Pacífico triplica en extensión a la del Atlántico; también la supera en población y en la magnitud de la economía de las naciones que la habitan. Los fletes para contenedores en un panamax, nave que tiene 12 m de calado, 290 m de eslora y transporta 4.000 contenedores, no resultan competitivos entre Asia y América. Por tal razón, los barcos sub-pánamax han quedado rezagados al escenario marítimo para dar paso en el tráfico interoceánico a las grandes embarcaciones super-pospánamax que hoy llegan a las 130 mil toneladas, 400 m de eslora, 13500 contenedores y 16 m de calado. Las economías son de este orden: en barcos sub-pánamax, pequeñas naves tipo Buenaventura, el flete es superior a 10 ¢ de dólar TEU/milla; en los súper-pospánamax, se reduce hasta 2 ¢ de dólar TEU/milla. Un TEU es la unidad de medida de capacidad de carga de un contenedor normalizado de 20 pies.
| Año        | 1968 | 1972  | 1980  | 1987  | 1997  | 1999   | 2006   |
| TEU        | 750  | 1.500 | 3.000 | 4.500 | 5.500 | 8.000+ | 13.640 |
| Manga (m)  | 20,6 | 29    | 32    | 39    | 41    | 43     | 56     |
| Eslora (m) | 131  | 225   | 275   | 275   | 325   | 345    | 398    |
| Calado (m) | 9,0  | 11,5  | 12,5  | 13,5  | 14,1  | 14,5   | 16,0   |

Para diferenciar las diferentes generaciones de barcos portacontenedores, tenemos los subpánamax de primera generación con capacidad de 500 a 800 TEU y los de segunda generación para 1.000 a 2.500 TEU; les sigue la tercera generación de los Pánamax para 3.000 a 4.000 TEU. Luego aparece la cuarta generación de los Post-panamax con capacidad de 4.000 a 5.000 TEU, y los Super-postpanamax con capacidad entre 5.000 y 8.000 TEU. Actualmente los barcos Plus superan esas capacidades.